# Kugelkompass

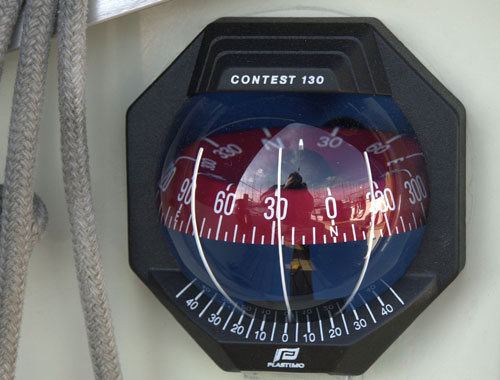
Typischer Kugelkompass auf Yachten mit Schotteinbau. Der Kurs kann von oben oder von vorne abgelesen werden

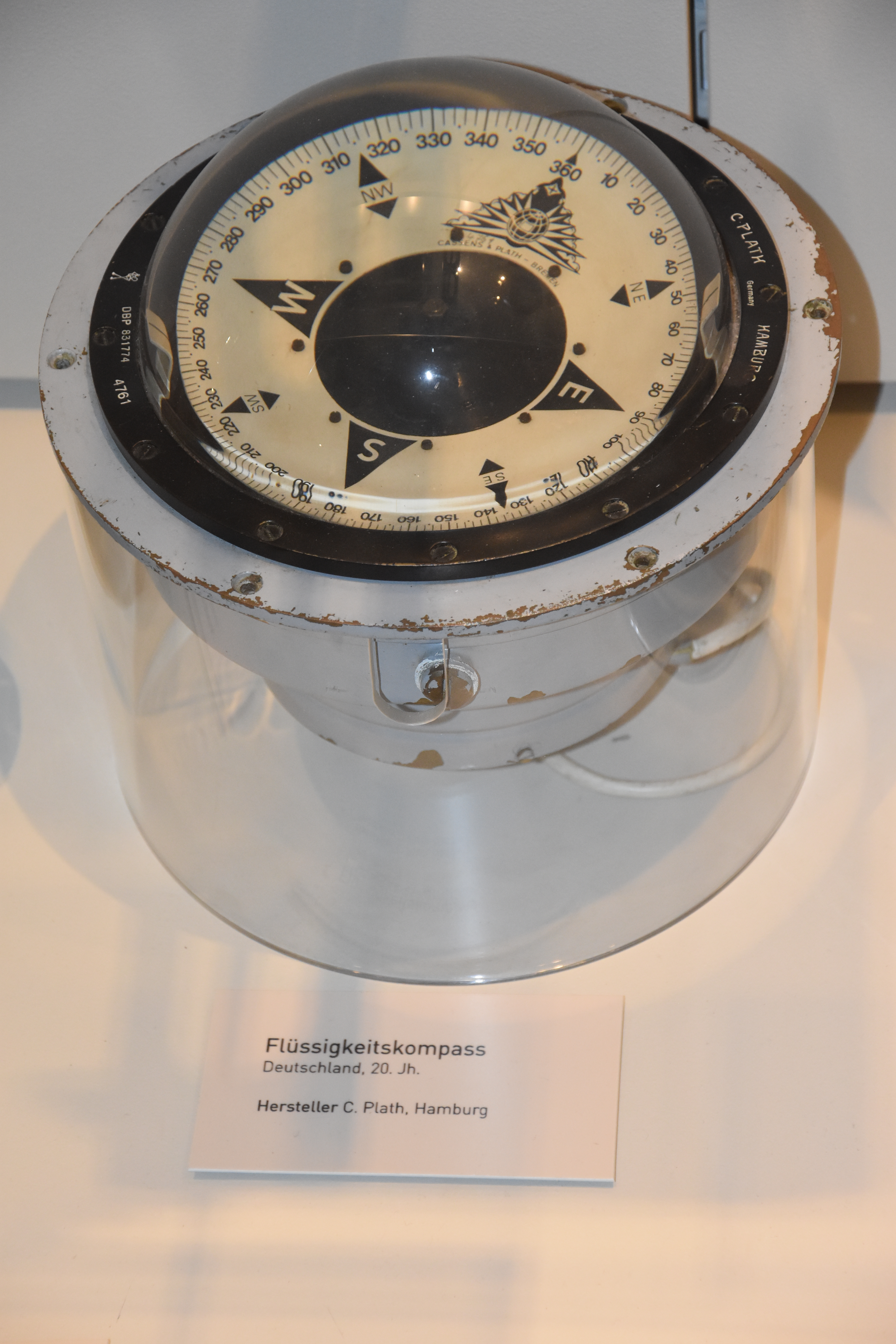
Kugelkompass für Draufsicht; historisches Modell des bekannten Herstellers C. Plath

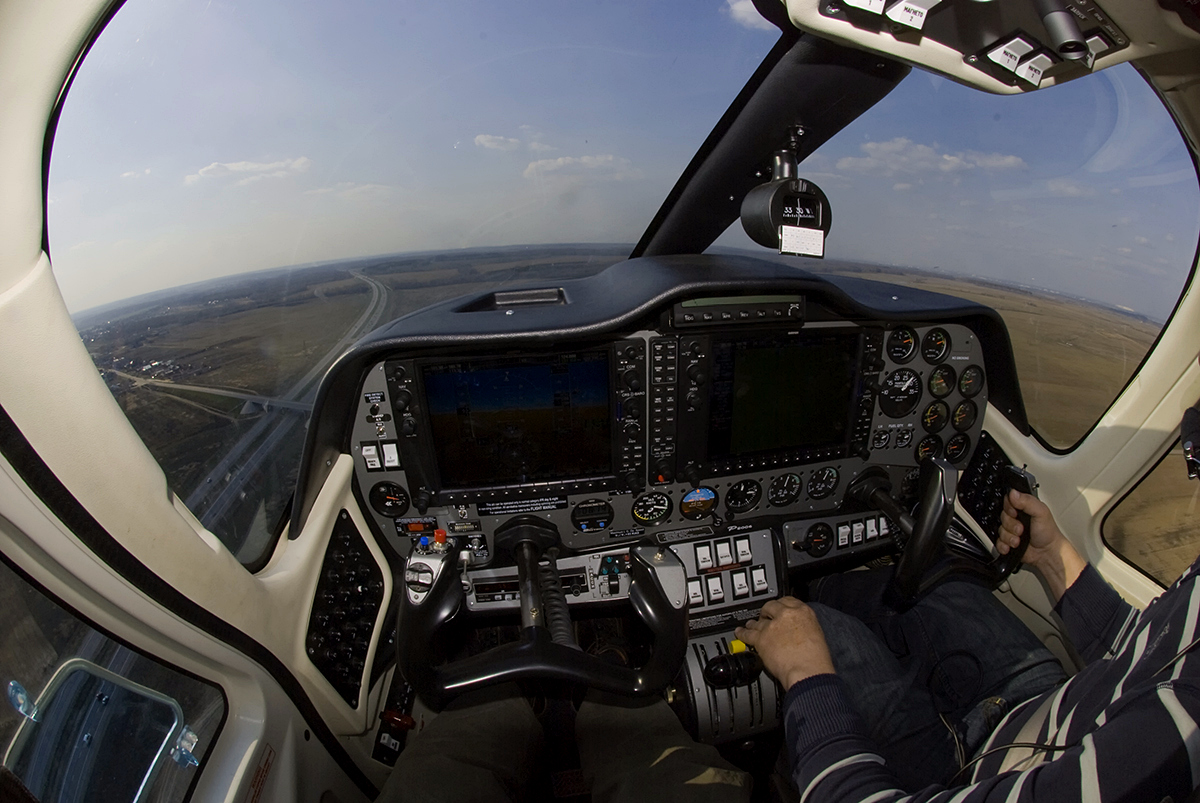
Kugelkompass in einem Flugzeugcockpit (an der Fenstersäule oben), mit Deviationstabelle

Der Kugelkompass ist die auf Schiffen und in kleinen Flugzeugen übliche Bauform von Kompassen. Der Kugelkompass besteht aus einer flüssigkeitsgefüllten Glaskugel – daher der Name – in der die Kompassrose mit fest integrierten Magneten frei drehend eingelassen ist. Der Vorteil des Kugelkompasses ist, dass er unabhängig von der Lage des Schiffes oder Flugzeuges die Richtung anzeigen kann und von der Inklination weitgehend unbeeinflusst bleibt, weil die Kompassrose sich in jeder Lage frei bewegen kann.

## Aufbau
Erkennungsmerkmal eines Kugelkompasses ist die umschließende Glaskugel mit typischerweise 10–15 Zentimeter Durchmesser. Die Kugel ist fest in die Halterung eingebaut, entweder für Schotteinbau oder zum Einbau in die Steuersäule. Im ersten Fall ist die Seite sichtbar, im zweiten Fall die obere Halbkugel (siehe Bilder). Die Kompassrose ist fest mit dem darunter liegenden Magneten verbunden und dreht sich mit. Die gefahrene Richtung wird abgelesen, indem man den Wert der Rose an der Stelle abliest, die am Glas oder am Gehäuse mit einem Strich markiert ist. Die Segelyacht im oberen Bild fährt also mit etwa 25° nach Nordnordost. Hilfslinien ermöglichen ein seitliches Ablesen. Die Kompassrose, die auch von der Seite abgelesen werden kann, wird als Doppelrose bezeichnet.

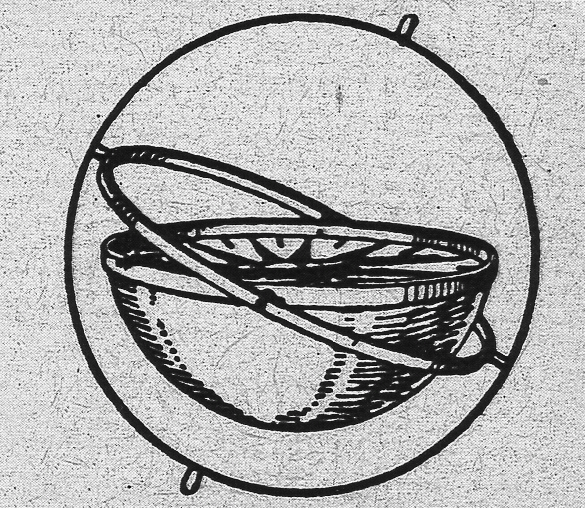
Kardanische Aufhängung einer Kompassrose

Die Kompassrose selbst ist entweder frei schwimmend im Glas gelagert oder mit einem Doppelgelenk kardanisch aufgehängt. Durch Gewichte unter der Rose bleibt diese horizontal ausgerichtet, entsprechend dem Prinzip des Stehaufmännchens. Am Gehäuse finden sich kleine Kompensationsmagnete, mit denen grobe Deviationsfehler korrigiert werden können. Für präzises Steuern ist aber dennoch die Erstellung einer Deviationstabelle erforderlich. Insbesondere bei Schiffen aus Stahl können ganz erhebliche Anzeigefehler entstehen. Große Schiffe verwenden nicht zuletzt deswegen zunehmend Kreiselkompasse. Diese sind aber wesentlich teurer, schwerer und benötigen Energie.
Gefüllt ist das Kompassglas mit spezieller Kompassflüssigkeit. Je nach Hersteller kommen verschiedene Flüssigkeiten zum Einsatz, die aber alle die gleichen Kriterien erfüllen müssen: Sie dürfen bei Kälte keinesfalls gefrieren und sollten einen sehr kleinen Ausdehnungskoeffizienten haben, damit sich bei Temperaturschwankungen im Glas keine Bläschen bilden. Geringe Druckunterschiede werden mit einer Membran kompensiert. Zudem sollte die Flüssigkeit natürlich möglichst transparent sein. Diverse Hersteller verwenden als Kompassflüssigkeit hochprozentigen Alkohol, der auch hin und wieder von durstigen Seemännern abgezapft wurde.
Über oder hinter dem Kompass ist eine kleine Lampe angebracht, die nachts die Ziffern beleuchtet, um den Kompass auch bei Dunkelheit verwenden zu können. Die Stromzufuhrdrähte müssen sauber verdrillt sein, damit der Leiter möglichst kein Elektromagnetisches Feld aufbaut, das den Kompass ablenken würde.

## Verwendung
Kugelkompasse kommen vorwiegend bei kleineren Schiffen und Flugzeugen zum Einsatz. Große Schiffe und Verkehrsflugzeuge verwenden sie höchstens noch als ausfallsicheres Backup. Hier kommen stattdessen Kreiselkompasse oder gar Inertialsysteme zum Einsatz. Wegen der freien Lagerung der Kompassrose funktionieren Kugelkompasse weltweit und auch eine signifikante Inklination führt nicht zu einem Anzeigefehler, sondern lediglich zu einer Neigung der Kompassrose gegenüber der Horizontalen. Trotzdem sind sie natürlich vom Erdmagnetfeld abhängig und werden von Missweisung beeinflusst. Es gibt auch kleine Varianten, die als Peilkompasse Verwendung finden. Aufgrund ihrer großen Bauform und des infolge der Füllung auch nicht geringen Gewichts eignen sie sich dennoch weniger bei Outdoor-Aktivitäten als Taschenkompass.

## Geschichte
Bis ins 19. Jahrhundert hinein verwendete auch die Schifffahrt sogenannte Trockenkompasse, bei denen also die Magnetnadel nur auf einem dünnen Stift aufliegt aber ansonsten ungedämpft ist. Dies führte aber auf den sich heftig bewegenden Schiffen zu erheblichen Ableseproblemen, weil die Nadel so stark schlingerte und dabei auch am Gehäuse oder der Unterlage anstieß, dass ein verlässliches Ablesen nicht garantiert war. Bereits durch das Füllen des Kompassgehäuses mit einer dämpfenden Flüssigkeit, kann dies erheblich verbessert werden (weshalb heute auch die meisten Taschenkompasse trotz flacher Bauart keine Trockenkompasse mehr sind). 